# آرلی راسل هکشایلد
آرلی راسل هُکشایلد (به انگلیسی: Arlie Russell Hochschild); (‎/ˈhoʊkʃɪld/‎؛ (زادهٔ ۱۵ ژانویه ۱۹۴۰) استاد آمریکایی بازنشسته جامعه‌شناسی در دانشگاه کالیفرنیا، برکلی و نویسنده است. هکشایلد مدت‌هاست بر احساسات انسانی که زیربنای باورهای اخلاقی، اعمال و به‌طور کلی زندگی اجتماعی هستند، تمرکز کرده‌است. او نویسنده ۹ کتاب از جمله، اخیراً، «غریبه‌ها در سرزمین خودشان: خشم و عزاداری در حق آمریکایی‌ها، نامزد نهایی جایزه کتاب ملی. در «قلب مدیریت شده» (۱۹۸۳)، جابجایی دوم (۱۹۸۹)، گرۀ زمان (۱۹۹۷) و بسیاری از کتاب‌های دیگر او، سنت جامعه‌شناختی سی. رایت میلز با ایجاد پیوند بین مشکلات خصوصی و مسائل عمومی.
هکشایلد در پی آن است که نقش اساسی عاطفه و کار مدیریت آن را که شکل پرداختی آن را «کار عاطفی» می‌نامد، نمایان سازد. برای او، بیان و مدیریت احساسات فرآیندهای اجتماعی است. آنچه مردم احساس می‌کنند و ابراز می‌کنند به هنجارهای اجتماعی، طبقه‌بندی و موقعیت اجتماعی فرد و عوامل فرهنگی بستگی دارد.
او در سال ۲۰۲۱ به عضویت انجمن فیلسوفان آمریکا انتخاب شد. علاوه بر این، او عضو جوامع مختلف جامعه‌شناسی است. مانند انجمن جامعه‌شناسی آمریکا، انجمن پیرشناسی آمریکا، انجمن تحقیقات جامعه‌شناسی، جامعه‌شناسان برای زنان در جامعه، و فدراسیون معلمان آمریکا.

## زندگی‌نامه

### اوایل زندگی و پیشینه خانوادگی
هکشایلد در بوستون، ماساچوست زاده شد و دختر روث آلن (لیبی) و فرانسیس هنری راسل، دیپلماتی بود که در اسرائیل، نیوزیلند، غنا و تونس خدمت کرد.
آرلی هکشایلد در خانواده‌ای بزرگ شد که مادرش مراقب اصلی و پدرش نان آور بود. مادرش «داوطلب انجمن اولیا و مربیان بود، و به آغاز یک برنامه پیش‌دبستانی در شهرستان مونتگومری، مریلند کمک کرد، در حالی که از شغل پدرش به عنوان یک مقام دولتی و دیپلمات حمایت می‌کرد. (هکشایلد، تجاری‌سازی، ص ۳) هکشایلد از تجربیات دوران کودکی خود برای مطالعه و نوشتن در مورد مراقبت و داشتن رابطه محبت آمیز با فرزندان استفاده کرد. در مقدمه کتابش، تجاری‌سازی زندگی صمیمی، می‌گوید مادرش زنی فوق‌العاده بود که زندگی‌اش را وقف مراقبت از خانواده‌اش کرد و در این کار عالی بود ولی هرگز از این کار خشنود به نظر نمی‌رسید.
آرلی راسل هکشایلد ژوئن ۱۹۶۵ با شوهرش، آدام هکشایلد نویسنده ازدواج کرد: زمانی که آرلی ۲۰ ساله و آدام ۱۷ ساله بود، در یک اردوگاه کاری کواکر در هارلم اسپانیا با هم آشنا شدند. اگرچه آن‌ها کویکرها را تمرین نمی‌کنند ولی هنوز دوست دارند برخی از ارزش‌های کویکر را تجسم کنند، این همان چیزی است که او را به سوی سورثمور کشاند. بعدها خودش مادر شد و دو پسر به نام‌های دیوید راسل و گابریل راسل بزرگ کرد.

### تحصیلات و شغل علمی
هکشایلد که در رشته روابط بین‌الملل تحصیل کرد در سال ۱۹۶۲ از کالج سوارثمور فارغ‌التحصیل شد. او عضو گروه کنش سیاسی و کمیته سپاه صلح بود. پس از آن، او از دانشگاه کالیفرنیا، برکلی مدرک کارشناسی ارشد و دکترا دریافت کرد و به زودی به دانشکده آن پیوست. او در سال ۱۹۷۳ اولین کتاب خود را با عنوان جامعه غیرمنتظره: پرتره یک خرده فرهنگ سالمندی نوشت که بر چگونگی تأثیر اجتماع بر تفاوت‌های سلامت روانی سالمندان متمرکز بود. هکشایلد به عنوان دانشجوی کارشناسی ارشد از نوشته‌های اروینگ گافمن و سی. رایت میلز استفاده کرد. میلز در کتاب یقه سفید: طبقات متوسط آمریکایی استدلال کرده بود ما شخصیت خود را می‌فروشیم. با این حال، او احساس کرد باید چیزهای بیشتری اضافه شود. همان‌طور که او می‌نویسد، به نظر می‌رسد میلز تصور می‌کند برای فروش شخصیت، فقط باید آن را داشت ولی صرفاً داشتن شخصیت، فرد را به یک دیپلمات تبدیل نمی‌کند، همان‌طور که داشتن ماهیچه‌ها باعث می‌شود فرد ورزشکار شود. چیزی که گم شده بود حس کار عاطفی فعال درگیر در فروش بود. به نظر من این کار ممکن است بخشی از یک نظام عاطفی کاملاً با الگو و در عین حال نامرئی باشد. نظامی متشکل از کنش‌های فردی «کار احساسی»، «قوانین احساسی» اجتماعی، و تنوع زیادی از مبادلات بین افراد در زندگی خصوصی و عمومی».
هکشایلد در ادامه مفاهیمی را خلق کرد که قدرت عاطفه را در زندگی اجتماعی روشن می‌کند.

### سیاست
هر چند هکشایلد از نظر سیاسی به عنوان متمایل به چپ شناخته می‌شود ولی آثارش بیانگر توجه و تأمل او در مورد مخالفان طیف سیاسی است. اگرچه ممکن است از نظر سیاسی با آنها موافق نباشد ولی اهمیت یادگیری و ارتباط با کسانی را درک می‌کند که شخصاً با او در مورد سیاست موافق نیستند. در کتاب غریبه‌ها در سرزمین خود - خشم و عزاداری در سمت راست آمریکایی او دربارهٔ انگیزه‌هایی صحبت می‌کند که اعضای تی پارتی دربارهٔ آنها یادگرفتند و اینکه چگونه زندگی آنها را به حمایت از شخصیت‌های سیاسی مانند دونالد ترامپ سوق داد. همچنین، او سعی می‌کند ببیند آیا لیبرالی مثل خودش می‌تواند با افرادی که به او رای داده‌اند همدلی کند.
هکشایلد می‌تواند نسبت به گرایش‌های سیاسی خود پرشور باشد ولی به همان اندازه مایل است آنها را کنار بگذارد تا از کسانی بیاموزد که مشابه او فکر نمی‌کنند.
او در مباحث غریبه‌ها در سرزمین خود می‌نویسد:
چیزی که من واقعاً به آن علاقمند هستم، درک احساسات مردم است. من به‌طور پراگماتیستی روی سیاست‌ها تمرکز نمی‌کنم بلکه تلاش می‌کنم به این موضوع بپردازم فردی که تجربه بسیاری دارد و در یک دنیای اجتماعی خاص زندگی می‌کند و به منابع خبری خاصی دسترسی دارد، چه احساسی دارد. من فکر می‌کنم این به خودی خود کل پروژه است - سیستم هشدار خود را خاموش کنید و واقعاً گوش دهید!

### نظریه جداسازی
هکشایلد نظریه جداسازی سالخوردگی را نقد کرد. بر اساس آن نظریه، به‌طور اجتناب ناپذیر و جهانی، از طریق جداسازی، فرد پیش از اینکه مرگ فیزیکی را تجربه کند، یک مرگ اجتماعی را تجربه می‌کند. این را می‌توان از طریق فردی مشاهده کرد که شروع به کاهش میزان «نقش» های خود در زندگی و جامعه می‌کند، و آنها را با تعهدات کمتری در زندگی خود رها می‌کند و پذیرش مرگ نزدیکتر را برای آنها آسان‌تر می‌کند.
او استدلال می‌کند «هنجارهای» سالخوردگی و راه‌هایی برای تجربه واقعی نزدیک به مرگ و مرگ وجود دارد. به‌طور مشخص، هکشایلد استدلال می‌کند نظریه جداسازی خود «غیرقابل ابطال» است، تا حدی به این دلیل که تصور یا ارزیابی سالخوردگی می‌تواند بر اساس پژوهشگر و ساختار سالخوردگی آنها متفاوت باشد. او همچنین خاطرنشان می‌کند سن فرد با رابطه ضمنی با مرگ و موضع جامعه نسبت به جدایی یک متغیر مستقل است، در حالی که متغیر وابسته، خود عدم مشارکت است. به این ترتیب می‌توان رابطه بین سن و عدم درگیری را اصلاح کرد.
برای مثال، در پروژه مسکن کم‌درآمدی که او برای رساله دکتری خود و بعدها تحت عنوان «جامعه غیرمنتظره» مطالعه کرد، ساکنان - گروهی پر جنب و جوش از زنان مسن غرب میانه به نظر می‌رسید که بدون درگیری می‌میرند، یعنی «با چکمه‌هایشان»." او حتی اشاره می‌کند «نسبت بیشتری از زنان در دهه شصت‌شان در واقع «فضای زندگی» بزرگ‌تری نسبت به زنان پنجاه ساله دارند. یکی از نمونه‌های آن این است که زنان مسن‌تر نسبت به زنان جوان‌تر احتمال بیشتری دارد که فرزندان خود را در همان روز یا روز قبل ببینند، به این معنی که ممکن است فرصت بیشتری برای مشارکت اجتماعی داشته باشند. او استدلال می‌کند در همه فرهنگ‌ها و خرده‌فرهنگ‌های جهان، گروه‌ها و افراد در ایده‌آل‌های سالخوردگی متفاوت هستند. این گروه‌های مختلف از مردم و افراد در قواعد احساسی که برای تجربه سالخوردگی مردن و مرگ اعمال می‌کنند، تفاوت‌هایی دارند؛ بنابراین منجر به این می‌شود که همه آنها این پدیده‌ها، مردن و مرگ را متفاوت تجربه کنند. با این حال، توجه به این نکته ضروری است که او این واقعیت را در نظر گرفته‌است که جدایی در تمام جنبه‌های زندگی به طور کامل اتفاق افتاده‌است. او نقل می‌کند «اگر الان اتفاق نمی‌افتد، باید زمانی در آینده فرد اتفاق بیفتد. این نیز ذاتی است، که به نظر من به این معناست که عوامل اجتماعی به تنهایی باعث آن نمی‌شوند.